# Charles Schwab Challenge
Charles Schwab Challenge är en professionell golftävling på den amerikanska PGA Touren. Tävlingen spelas årligen i maj på Colonial Country Club i Fort Worth, Texas och har tidigare bland annat gått under namnet Crowne Plaza Invitational at Colonial. Tävlingen är en av fem inbjudningstävlingar på PGA Tour.

## Bakgrund
Tävlingen spelades första gången 1946 och har spelats på Colonial Country Club sedan dess, vilket gör tävlingen till den som har spelats längst på samma golfbana på PGA Tour. Tävlingen är nära förknippad med Ben Hogan och golfklubben har getts smeknamnet "Hogan's Alley" på grund av hans framgångar i tävlingen som han har vunnit fem gånger. Annika Sörenstam spelade tävlingen 2003 och blev den första kvinnliga golfspelaren att delta i en PGA Tourtävling, sedan Babe Zaharias gjorde det 1945. Sörenstam missade kvalgränsen med fyra slag efter två rundor på 71 respektive 74 slag.
Tidigare sponsorer av tävlingen har varit hotellkedjan Crowne Plaza (2007-2015). Dean & DeLuca var titelsponsor 2016 och 2017. Innan dess har bland annat Bank of America och Mastercard varit tävlingssponsorer.
Tävlingen har även en unik tradition kallad "Champions Choice", vilken innebär att tidigare segrare av tävlingen väljer två unga spelare, som annars inte skulle erhålla en inbjudan, att delta. Bland dessa val finns spelare såsom Davis Love III, Tom Weiskopf och Jordan Spieth. Dave Stockton vann tävlingen 1967 efter att ha blivit ett "Champions Choice".

## Inbjudan och status
Charles Schwab Challenge är en av fem inbjudningstävlingar på PGA Tour, vilket gör att startfältet är mindre än vanliga tourtävlingar och brukar vara omkring 125 spelare. De övriga inbjudningstävlingarna är Arnold Palmer Invitational, RBC Heritage, Memorial Tournament och Quicken Loans National.

## Segrare
| År                                    | Spelare                    | Resultat                   | Mot par                    | Segermarginal              | Runner(s)-up                                               | Ref                        |
| Fort Worth Invitational               | Fort Worth Invitational    | Fort Worth Invitational    | Fort Worth Invitational    | Fort Worth Invitational    | Fort Worth Invitational                                    | Fort Worth Invitational    |
| ------------------------------------- | -------------------------- | -------------------------- | -------------------------- | -------------------------- | ---------------------------------------------------------- | -------------------------- |
| 2018                                  |                            |                            |                            |                            |                                                            |                            |
| Dean & DeLuca Invitational            |                            |                            |                            |                            |                                                            |                            |
| 2017                                  | Kevin Kisner               | 270                        | –10                        | 1 slag                     | Sean O'Hair, Jon Rahm, Jordan Spieth                       |                            |
| 2016                                  | Jordan Spieth              | 263                        | –17                        | 3 slag                     | Harris English                                             |                            |
| Crowne Plaza Invitational at Colonial |                            |                            |                            |                            |                                                            |                            |
| 2015                                  | Chris Kirk                 | 268                        | –12                        | 1 slag                     | Jason Bohn, Brandt Snedeker, Jordan Spieth                 |                            |
| 2014                                  | Adam Scott                 | 271                        | −9                         | Särspel                    | Jason Dufner                                               |                            |
| 2013                                  | Boo Weekley                | 266                        | −14                        | 1 slag                     | Matt Kuchar                                                |                            |
| 2012                                  | Zach Johnson (2)           | 268                        | −12                        | 1 slag                     | Jason Dufner                                               |                            |
| 2011                                  | David Toms                 | 265                        | −15                        | 1 slag                     | Charlie Wi                                                 |                            |
| 2010                                  | Zach Johnson               | 259                        | −21                        | 3 slag                     | Brian Davis                                                |                            |
| 2009                                  | Steve Stricker             | 263                        | −17                        | Särspel                    | Tim Clark, Steve Marino                                    |                            |
| 2008                                  | Phil Mickelson (2)         | 266                        | −14                        | 1 slag                     | Tim Clark, Rod Pampling                                    |                            |
| 2007                                  | Rory Sabbatini             | 266                        | −14                        | Särspel                    | Jim Furyk, Bernhard Langer                                 |                            |
| Bank of America Colonial              |                            |                            |                            |                            |                                                            |                            |
| 2006                                  | Tim Herron                 | 268                        | −12                        | Särspel                    | Richard S. Johnson                                         |                            |
| 2005                                  | Kenny Perry (2)            | 261                        | −19                        | 7 slag                     | Billy Mayfair                                              |                            |
| 2004                                  | Steve Flesch               | 269                        | −11                        | 1 slag                     | Chad Campbell                                              |                            |
| 2003                                  | Kenny Perry                | 261                        | −19                        | 6 slag                     | Justin Leonard                                             |                            |
| MasterCard Colonial                   |                            |                            |                            |                            |                                                            |                            |
| 2002                                  | Nick Price (2)             | 267                        | −13                        | 5 slag                     | Kenny Perry, David Toms                                    |                            |
| 2001                                  | Sergio García              | 267                        | −13                        | 2 slag                     | Brian Gay, Phil Mickelson                                  |                            |
| 2000                                  | Phil Mickelson             | 268                        | −12                        | 2 slag                     | Stewart Cink, Davis Love III                               |                            |
| 1999                                  | Olin Browne                | 272                        | −8                         | 1 slag                     | Fred Funk, Paul Goydos, Tim Herron Greg Kraft, Jeff Sluman |                            |
| 1998                                  | Tom Watson                 | 265                        | −15                        | 2 slag                     | Jim Furyk                                                  |                            |
| 1997                                  | David Frost                | 265                        | −15                        | 2 slag                     | Brad Faxon, David Ogrin                                    |                            |
| 1996                                  | Corey Pavin (2)            | 272                        | −8                         | 2 slag                     | Jeff Sluman                                                |                            |
| Colonial National Invitation          |                            |                            |                            |                            |                                                            |                            |
| 1995                                  | Tom Lehman                 | 271                        | −9                         | 1 slag                     | Craig Parry                                                |                            |
| Southwestern Bell Colonial            |                            |                            |                            |                            |                                                            |                            |
| 1994                                  | Nick Price                 | 266                        | −14                        | Särspel                    | Scott Simpson                                              |                            |
| 1993                                  | Fulton Allem               | 264                        | −16                        | 1 slag                     | Greg Norman                                                |                            |
| 1992                                  | Bruce Lietzke (2)          | 267                        | −13                        | Särspel                    | Corey Pavin                                                |                            |
| 1991                                  | Tom Purtzer                | 267                        | −13                        | 3 slag                     | David Edwards, Scott Hoch, Bob Lohr                        |                            |
| 1990                                  | Ben Crenshaw (2)           | 272                        | −8                         | 3 slag                     | John Mahaffey, Corey Pavin, Nick Price                     |                            |
| 1989                                  | Ian Baker-Finch            | 270                        | −10                        | 4 slag                     | David Edwards                                              |                            |
| Colonial National Invitation          |                            |                            |                            |                            |                                                            |                            |
| 1988                                  | Lanny Wadkins              | 270                        | −10                        | 1 slag                     | Mark Calcavecchia, Ben Crenshaw, Joey Sindelar             |                            |
| 1987                                  | Keith Clearwater           | 266                        | −14                        | 3 slag                     | Davis Love III                                             |                            |
| 1986                                  | Dan Pohl                   | 205^                       | −5                         | Särspel                    | Payne Stewart                                              |                            |
| 1985                                  | Corey Pavin                | 266                        | −14                        | 4 slag                     | Bob Murphy                                                 |                            |
| 1984                                  | Peter Jacobsen             | 270                        | −10                        | Särspel                    | Payne Stewart                                              |                            |
| 1983                                  | Jim Colbert                | 278                        | −2                         | Särspel                    | Fuzzy Zoeller                                              |                            |
| 1982                                  | Jack Nicklaus              | 273                        | −7                         | 3 slag                     | Andy North                                                 |                            |
| 1981                                  | Fuzzy Zoeller              | 274                        | −6                         | 4 slag                     | Hale Irwin                                                 |                            |
| 1980                                  | Bruce Lietzke              | 271                        | −9                         | 1 slag                     | Ben Crenshaw                                               |                            |
| 1979                                  | Al Geiberger               | 274                        | −6                         | 1 slag                     | Don January, Gene Littler                                  |                            |
| 1978                                  | Lee Trevino (2)            | 268                        | −12                        | 4 slag                     | Jerry Heard, Jerry Pate                                    |                            |
| 1977                                  | Ben Crenshaw               | 272                        | −8                         | 1 slag                     | John Schroeder                                             |                            |
| 1976                                  | Lee Trevino                | 273                        | −7                         | 1 slag                     | Mike Morley                                                |                            |
| 1975                                  | Ingen tävling              | Ingen tävling              | Ingen tävling              | Ingen tävling              | Ingen tävling                                              | Ingen tävling              |
| 1974                                  | Rod Curl                   | 276                        | −4                         | 1 slag                     | Jack Nicklaus                                              |                            |
| 1973                                  | Tom Weiskopf               | 276                        | −4                         | 1 slag                     | Bruce Crampton, Jerry Heard                                |                            |
| 1972                                  | Jerry Heard                | 275                        | −5                         | 2 slag                     | Fred Marti                                                 |                            |
| 1971                                  | Gene Littler               | 283                        | +3                         | 1 slag                     | Bert Yancey                                                |                            |
| 1970                                  | Homero Blancas             | 273                        | −7                         | 1 slag                     | Gene Littler, Lee Trevino                                  |                            |
| 1969                                  | Gardner Dickinson          | 278                        | −2                         | 1 slag                     | Gary Player                                                |                            |
| 1968                                  | Billy Casper (2)           | 275                        | −5                         | 5 slag                     | Gene Littler                                               |                            |
| 1967                                  | Dave Stockton              | 278                        | −2                         | 2 slag                     | Charles Coody                                              |                            |
| 1966                                  | Bruce Devlin               | 280                        | E                          | 1 slag                     | R. H. Sikes                                                |                            |
| 1965                                  | Bruce Crampton             | 276                        | −4                         | 3 slag                     | George Knudson                                             |                            |
| 1964                                  | Billy Casper               | 279                        | −1                         | 4 slag                     | Tommy Jacobs                                               |                            |
| 1963                                  | Julius Boros (2)           | 279                        | −1                         | 4 slag                     | Gary Player                                                |                            |
| 1962                                  | Arnold Palmer              | 281                        | +1                         | Särspel                    | Johnny Pott                                                |                            |
| 1961                                  | Doug Sanders               | 281                        | +1                         | 1 slag                     | Kel Nagle                                                  |                            |
| 1960                                  | Julius Boros               | 280                        | E                          | 1 slag                     | Gene Littler, Kel Nagle                                    |                            |
| 1959                                  | Ben Hogan (5)              | 285                        | +5                         | Särspel                    | Fred Hawkins                                               |                            |
| 1958                                  | Tommy Bolt                 | 282                        | +2                         | 1 slag                     | Ken Venturi                                                |                            |
| 1957                                  | Roberto De Vicenzo         | 284                        | +4                         | 1 slag                     | Dick Mayer                                                 | [ 6 ]                      |
| 1956                                  | Mike Souchak               | 280                        | E                          | 1 slag                     | Tommy Bolt                                                 | [ 7 ]                      |
| 1955                                  | Chandler Harper            | 276                        | −4                         | 8 slag                     | Dow Finsterwald                                            |                            |
| 1954                                  | Johnny Palmer              | 280                        | E                          | 2 slag                     | Fred Haas                                                  | [ 8 ]                      |
| 1953                                  | Ben Hogan (4)              | 282                        | +2                         | 5 slag                     | Doug Ford, Cary Middlecoff                                 | [ 9 ]                      |
| 1952                                  | Ben Hogan (3)              | 279                        | −1                         | 4 slag                     | Lloyd Mangrum                                              | [ 10 ]                     |
| 1951                                  | Cary Middlecoff            | 282                        | +2                         | 1 slag                     | Jack Burke, Jr.                                            | [ 11 ]                     |
| 1950                                  | Sam Snead                  | 277                        | −3                         | 3 slag                     | Skip Alexander                                             | [ 12 ]                     |
| 1949                                  | Ingen tävling p.g.a. regn. | Ingen tävling p.g.a. regn. | Ingen tävling p.g.a. regn. | Ingen tävling p.g.a. regn. | Ingen tävling p.g.a. regn.                                 | Ingen tävling p.g.a. regn. |
| 1948                                  | Clayton Heafner            | 272                        | −8                         | 6 slag                     | Skip Alexander, Ben Hogan                                  | [ 14 ]                     |
| 1947                                  | Ben Hogan (2)              | 279                        | −1                         | 1 slag                     | Toney Penna                                                | [ 15 ]                     |
| 1946                                  | Ben Hogan                  | 279                        | −1                         | 1 slag                     | Harry Todd                                                 | [ 2 ]                      |

^ Indikerar reducerat spel till 54 hål.